# Městská část
Městská část je v některých městech označení pro část města na určité úrovni členění.

## Česko
Podle zákona o obcích z roku 2000 (a dříve podle zákona z roku 1990) je v České republice městská část samosprávnou částí statutárního města (od městského obvodu se liší pouze označením). Na městské části se člení Brno a zčásti Opava.
Podle zákona o hlavním městě Praze z roku 2000 (a dříve podle zákona z roku 1990) je městská část samosprávnou částí také hlavního města Prahy.

## Slovensko
Slovenská města Bratislava a Košice se člení na samosprávné městské části. Také zde stojí v jejich čele starosta, mají vlastní zastupitelstva a radu, a užívají také vlastní vlajky a znaky.
Ostatní slovenská města se člení na městské části, které nejsou samosprávné a jsou na úrovni českých částí obcí.
Slovenské ministerstvo financí v říjnu 2020 ve své programové vizi „Moderné a úspešné Slovensko“ navrhlo zrušení bratislavských a košických samosprávných městských částí a centralizaci správy těchto měst na jednu úroveň. Návrh vyvolal protesty starostů většiny bratislavských městských částí i bratislavského primátora Matúše Vallo, podle nichž návrh ministerstva není podložen věcnými argumenty a jde o špatný nápad.